# RC Roubaix

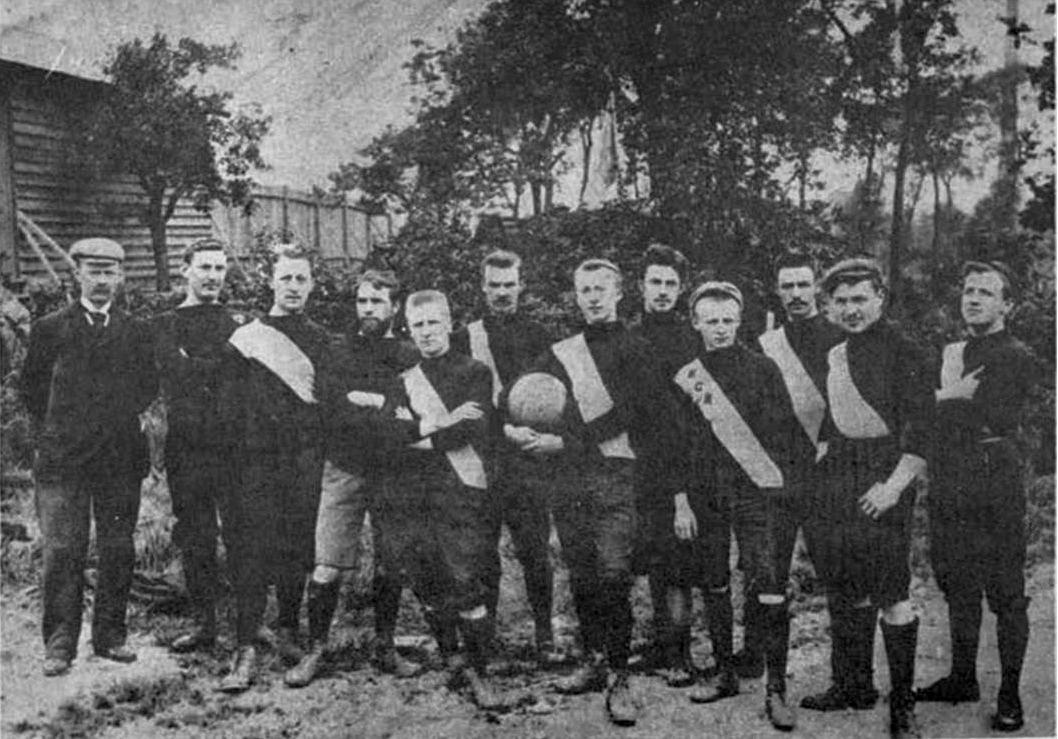
Hình ảnh đầu tiên được biết đến của RC Roubaix (khoảng năm 1895).

Racing Club de Roubaix là một đội bóng đá Pháp thi đấu ở Roubaix, Nord.

## Lịch sử
Đội được thành lập năm 1895 và rất thành công trước khi thành lập giải đấu chuyên nghiệp tại Pháp. Năm 1933, sau khi thua hai lần liên tiếp trong trận chung kết Coupe de France, lần này trước đối thủ thành phố Excelsior AC Roubaix (một đội chuyên nghiệp), đội đã chuyển sang chuyên nghiệp và đến Division 1 năm 1936 và ở lại đó cho đến Thế chiến II. Sau chiến tranh, câu lạc bộ đã sáp nhập với Excelsior AC Roubaix và US Tourcoing thành CO Roubaix-Tourcoing (1945-1963). Năm 1963, CO Roubaix-Tourcoing mất vị thế chuyên nghiệp và RC Roubaix quyết định sáp nhập với một câu lạc bộ khác, Stade Roubaix, để tạo ra Racing Stade Roubaisien. Đội bóng này cuối cùng sẽ hợp nhất với Roubaix Football (tức là Excelsior AC Roubaix cũ) trong Stade Club Olympique de Roubaix, một đội giải thể vào năm 1995 do vấn đề tài chính.

## Tên của câu lạc bộ
- 1895-1944. Racing Club de Roubaix.
- 1944-1963. CO Roubaix-Tourcoing.
- 1964-1990. Racing Stade Roubaisien.
- 1990-1995. Câu lạc bộ Stade Olympique de Roubaix (SCOR).

## Danh hiệu
- Vô địch Pháp USFSA: 1902, 1903, 1904, 1906, 1908.
- Vô địch DH Nord: 1923, 1925, 1926, 1930.
- Coupe de France: Á quân 1932, 1933.

## Lịch sử huấn luyện  viên
- Charles Griffiths: 1935
- Franz Platko:?